# Janitzio
Janitzio (Purépecha: Janitsïo) is een plaats en een eiland in het Pátzcuaromeer in de Mexicaanse staat Michoacán. Janitzio heeft 1910 inwoners (census 2005) en valt onder de gemeente Pátzcuaro.
De bevolking bestaat grotendeels uit Purépecha-indianen. Janitzio was van oudsher een vissersdorp. Aangezien er bijna geen vis meer in het Pátzcuaromeer zit is de bevolking vrijwel geheel afhankelijk van het toerisme; vooral de viering van de Dag van de Doden trekt veel toeristen. Desalniettemin heeft het (massa)toerisme veel van de oorspronkelijke Purépechacultuur van het eiland verloren doen gaan, en het eiland heeft de laatste jaren dan ook wel de reputatie een 'toeristenval' te zijn.
Het eiland is per boot vanuit Pátzcuaro te bereiken. Boven op het eiland staat een kolossaal standbeeld van José María Morelos. Het is mogelijk in de binnenkant van dit standbeeld naar boven te klimmen; vanuit Morelos' gebalde vuist heeft men een uitzicht over het meer.